# 公園通りの猫たち
『公園通りの猫たち』（こうえんどおりのねこたち）は、1989年12月23日に公開された日本映画。東映東京撮影所製作・東映配給。カラー、ビスタサイズ、映倫番号：113042。

## 解説
東京渋谷の公園通りで自由闊達に生きる野良猫たちと、ミュージカルで成功を目指す女の子たちとの交流を描いた1990年の東映正月映画。実質的な主人公である猫たちは頻繁に登場して奔放に描かれ、女の子たちが街中で踊るシーンなど、ミュージカル的要素が盛り込まれた集団劇でもある。
原作は、1990年に第6回講談社エッセイ賞を受賞した早坂暁の講談社刊の同名作品。映画化を企画した岡田裕介が、『ドン松五郎の生活』をヒットさせ、『パンダ物語』も手掛けるなど動物ものの経験がある中田新一を起用して正月映画として公開されたが、興行的にも作品の評価としても大失敗に終わったと中田は語っている。『映画年鑑 1991年版』には「若者の街渋谷を舞台に猫とミュージカルをミックスして描いたのだが、話題にならず成功しなかった。期待を裏切る成績で4週間で打ち切られた」と記載されている。
荻野目洋子は、1977年に『獄門島』に端役で出演したことがあったが、本作が初の本格的な映画出演であり、1990年2月26日の第27回ゴールデン・アロー賞新人賞（映画部門）を受賞した。
劇中に猫たちが踊るアニメーションのシーンがあり、アニメパートは東映動画と東京ムービー新社が制作している。また映画冒頭の「東映マーク」（荒磯に波）では、画面が破けて猫が鳴きだすという、MGM冒頭の「ライオン」のパロディも存在する。
1990年8月27日にVHSビデオにて発売された。

## あらすじ
カルー・リエ・マユミらは、東京渋谷の公園通りでミュージカルで成功を夢見る、猫が大好きな女の子である。
カルー・マユミは歌と踊りのレッスンに励み、リエは演出家・関のアシスタントとして、日々の生活を送り、公園通りでは野良猫たちも彼女らを支えるように近くにいながら、気ままにたくましく生きている。
関は公園通りで生きる猫たちをミュージカルにしようと提案。
猫が好きなカルーたちは大喜びでレッスンに挑んだ。また、北海道から家出してきた千代という女の子も猫が好きで、ミュージカルに参加することになった。公演日が目前に迫ったそんなある日、「キャット・バスターズ」という怪しい会社が公園通りで猫狩りを始め、子猫たちが捕まってしまうのだった。

## キャスト
- 荻野目洋子：カルー
- 五十嵐いづみ：リエ
- 伊藤智恵理：マユミ
- 万里洋子：花村千代
- 小谷ゆみ：ユミ
- 塩沢とき：板金篤子
- 長谷川歩：板金薫
- 上田耕一：事務所の男
- 山口仁：石橋
- 大場明之：車の男
- 松本伊代：車の女
- 大川透：舞台監督
- 佐久間尚美：振付助手
- 皆川衆：獣医
- 殺陣剛太：猫買業者
- 入江まゆ子：社長秘書
- 江戸家猫八：社長
- 常田富士男：雪村
- 石橋蓮司：関雪夫
- クォーターフェイク：ロックバンド
- アネマル(猫)：ダンサー
- シュガー(猫)：カルメン
- コマンチ(猫)：グリドン
- ウシワカ(猫)：ジュンサ
- サッチャー(猫)：マーマ
- キャンピー(猫)：マリリン
- 麻里万里、成清加奈子、岸田里佳、三田村賢二、矢沢美紀、劔持誠 ほか[3]

## スタッフ
- 監督：中田新一
- 原作・脚本：早坂暁
- 企画：岡田裕介
- プロデューサー：坂上順、河瀬光
- 音楽監督：多賀英典
- 音楽：森英治
- 音楽制作：近藤由紀夫、和田敦子
- 撮影：奥村正祐、米原良次、藤石修
- 美術：桑名忠之、山崎秀満
- 照明：篠崎豊治、磯山忠雄、山口利雄
- 編集：西東清明
- 録音：林鑛一、柿沼紀彦
- 監督補：長谷川計二
- 助監督：井坂聡
- 製作担当：山田稔
- 絵コンテ：角銅博之、貝澤幸男
- ミュージカル演出・振付：関矢幸雄
- ミュージカル振付：結城敬二、佐久間尚美
- ミュージカル舞台美術・衣装：神取宏全
- 舞台製作：東宝舞台
- キャット・クルー：金祐彦、日垣一博、遠藤聖一、岡信介、田村大蔵、千葉弘太郎
- 技斗：横山稔
- 特殊造形：ライブハウス鯨井、ツエニー、アップアート、特殊美術GAM、レプリカ
- ハイビジョン技術協力：NHKエンタープライズ、IMAGICA、ソニーPCL

特撮ユニット：東宝映像美術
- プロデューサー：宮西武史
- 撮影：佐藤祐史
- 照明：中尾幸男
- 美術：清水剛
- 視覚効果：マリンポスト（大屋哲男）
- 絵合成：三瓶一信、石井義雄
- 監督補：加藤晃

アニメパート：東映動画
- 演出：角銅博之（助手：志水淳児）
- 作画監督：荒木伸吾、阿部隆、八島善孝
- 美術：上田美輪子

アニメパート：東京ムービー新社
- プロデューサー：竹内孝次
- 演出：友永和秀
- 作画監督：矢野雄一郎
- 美術：山本二三

- 現像：東映化学
- 製作協力：サクセス・ロード[3]

## 挿入歌
- 「汚れた靴のイニシャル」（荻野目洋子）
- 「メインテーマ」（荻野目洋子）
- 「想い出には早すぎる」（荻野目洋子）
- 「ノラネコワールド」（大山潤子）
- 「夜はデンジャラス」（大山潤子）
- 「ラブ」（大山潤子）
- 「キャットバスターズ」（吉岡梅吉47才）
- 「SHAKE YOUR LITTLE BODY」（1/4FAKE）
- 「ゴロちゃん」（すぺぺ）
- 「噛みつきたい」（ムーンドッグズ）　※エンディングテーマ

## サウンドトラック
- 東映映画「公園通りの猫たち」オリジナル・サウンドトラック （1989年12月21日） ビクター音楽産業

## 製作
企画は当時、東映東京撮影所（以下、東映東京）第一企画部長だった岡田裕介プロデューサー。1989年10月3日、丸の内の東京會舘にて製作発表会見が行われ、岡田プロデューサーは「東映が久々に社運を賭け金もかける作品。ハイビジョンやアニメの合成などを駆使して最高に楽しい作品を完成させ、大ヒットさせたい」などと話した。原作・脚本の早坂暁は「猫は唄うし踊るし喋るんです。でも猫ほど云うことを聞かぬ動物はいないので映画の中でどう動かすかは監督の腕にかかっている」などと、中田新一監督は「テーマも台本もしっかりしており、楽しい作品に仕上げたい」などと、荻野目洋子は「猫は大好き。猫も歌も踊りも大好きな明るい女の子の役なのでハリ切ってます」などと話した。キャスティングは荻野目洋子、五十嵐いづみ、伊藤智恵理、万里洋子以外のダンシングキャッツは300人参加のオーディションから選ばれた。製作費は10億円と発表された。

### 脚本
原作・脚本の早坂暁は実際に公園通りに住み、朝な夕なに見つづけてきた野良猫たちをエッセイにした。「猫や犬も住めないような街は人間も住めなくなる。そうなったら淋しい」という気持ちから自身で脚本も書いた。

### 撮影
1989年9月14日にあった東映幹部の座談会で、高岩淡東映専務が「早坂暁さんの脚本がまだ出来ないんです。封切は（1989年）12月の頭ですから、9月の下旬ぐらいにクランクインしなければ物理的に間に合わないわけです。そこで大きな荒筋は聞いておりますから、監督も割り切って、撮影所と脚本を平行してやっていこうということでいよいよ臨戦体制を敷いて見切り発車いたしました。まして相手は猫ですから、人間の思うようにいきませんので、一生懸命飼い慣らしているんです。結構製作費がかかります。うちにとって猫の映画は初めてですが、猫は特に家庭の愛玩動物ですから、主婦や子供たちは興味を持っておりますし、早坂さんの脚本は非常にヒューマンな話になると思いますから、いけるのではないかという気がするんです」などと述べた。これらの話からいつもの遅坂脚本の影響により、1989年12月頭の封切予定が1990年の正月映画にずれ込んだものと見られる。また原作が既にあったことから撮影プランもある程度立てられたと見られ、1989年9月前半にクランクインし、例えば渋谷の街の実景撮り、猫の調達等を先に始めたものと見られる。また小野田啓東映宣伝部長は「ストーリーは東京・渋谷の公園通りに生活する猫たちと明日のミュージカルスターを夢見てレッスンに明け暮れる少女たちの交流を涙と笑い、歌と踊りで綴るファンタスティック・ムービーなんですね。それを猫側からの視点から描く作品になると聞いています。ヒロインは人気も実力も上昇中の荻野目洋子を中心に、若手のフレッシュな女優さんたちが出演します。猫の調教も順調にいっています。宣伝の方ではフジテレビさんが特番で全面的に協力して頂けることになりました。これから大キャンペーンを展開します」などと話した。また高岩専務は「岡田裕介さんは東映東京に入ってまだ半年ですし、今回の作品が本格的なプロデュース第一作にはなりますが、僕が言うのもおこがましいけど、慌てないでじっくりやって下さいと言っているんです。外部で付き合いはあってもまだ新人社員と一緒ですから。はっきりいってブレーンは誰もいないわけですから、今から人間関係が出来ていくわけで、しかも撮影所はいろいろな人がいて、覚えるだけでも大変だし、映画は人間関係をうまくやらなければ出来なわけですから、一年や二年は腰を落ち着けてやらないとなかなか出来ません。ただ岡田部長はお父さんに似て非常に責任感が強く義務感に煽られて、今まで東映東京には仕事がなかったんですが、プラスマイナスは度外視して、彼一人でテレビの仕事を7つ取ってきています」などと述べている。
タイトル通り、渋谷や原宿などでふんだんにロケが行われている。カルー（荻野目洋子）とリエ（五十嵐いづみ）が住む家は、スペイン坂の中程、店のある奥にある設定。2人が住む部屋は撮影所のセットながら、窓の外にも隣の屋根や建物の多少の連なりまで作っている。2005年に閉店になったミスタードーナツ渋谷公園通り店の前で荻野目らがダンスするシーンが何度もあり、後ろをリフトアップや荷台が動く改造車が大量に映る。ダンススタジオは大きくて年期も入っており、セットで作るより、実際のダンススタジオを借りた方が安くつくことから、実際のダンススタジオでの撮影と見られる。オープニングクレジットと後半の劇中に原宿歩行者天国（ホコ天）が映るが、1984年の『ザ・オーディション』や1985年の『愛・旅立ち』の劇中で見られたローラー族はいない。代わりにスケートボードをやる若者や、ドラムセットなどを持ち込んで生ライブをやるロックバンドが映る。ブレイクダンスをやる者は映らない。
マユミ（伊藤智恵理）が劇中「猫が好きな者同志で集まった劇団」と話すシーンがあり、メンバーは猫になりきることを目標にしている。30分過ぎにハードのダンスを行った後、休憩に入るが、誰も水分を補給しない。プロットは『キャッツ』の影響を受けたものと見られる。
当時流行した動物映画では動物の虐待が問題視されたが、本作でも猫を高い場所に置いたり、投げたり、落としたり、蹴ったりする描写が見られる。後半にゴーストバスターズならぬキャットバスターズという猫を捕獲する集団が登場し、渋谷の猫を一斉に捕獲、猫を判別機に入れて、高く売れそうな猫と金にならないを判別し、金にならない猫は焼却される。この仲間の猫たちを救うため、猫の一匹が天井の金網を飛んだり跳ねたりして壊して侵入するが、金網を叩きつける猫を持つ人間の手らしきものが映る。

## 受賞
- 第14回日本アカデミー賞で石橋蓮司が本作他にて最優秀助演男優賞受賞[10]。

## ネット配信
- 東映シアターオンライン（YouTube）：2023年11月17日21:00 - 同年12月1日20:00